# Schafirrsee
Der Schafirrsee (auch Gerolfinger Weiher oder Gerolfinger See) ist ein Badesee im Gerolfinger Eichenwald im Stadtgebiet von Ingolstadt in Bayern. Der Gewässername leitet sich von „wo sich die Schafe verirrten“ ab. Der See ist aus einer Brenne entstanden, deren Schotterablagerungen in der zweiten Hälfte der 20. Jahrhunderts abgebaggert und industriell genutzt wurden. Die entstandene Grube füllte sich mit Grundwasser und wurde somit zum heutigen Baggersee. Bei den Donauhochwassern im August 2002 und im Juni 2013 und im Mai/Juni 2024 wurde der Schafirrsee überschwemmt.

## Geografie
Der Schafirrsee liegt im Gerolfinger Eichenwald, einem Teil des Naturparks Donauauwald Neuburg–Ingolstadt, und ist etwa 1,6 km südlich des Ortszentrums von Gerolfing und rund 7 km von der Ingolstädter Altstadt entfernt. Ungefähr 250 m vom Südufer entfernt fließt die Donau in östlicher Richtung.
Das Gewässer hat eine auffällige Form, die von Osten aus gesehen an die des Buchstabens „P“ erinnert, nahe dessen (gedachter) Punze sich eine Insel mit einem Durchmesser von rund 40 Metern befindet.

## Weganbindung
Um den kompletten See herum führen Schotterwege und Trampelpfade. Die Hauptanbindung zum See wird durch eine asphaltierte Straße gewährleistet, die im Nordosten von Gerolfing kommend in die Nähe des Sees führt und in einem Parkplatz endet. Vom Südwestufer aus gibt es einen Forstweg, der zum Donauradweg am Donauufer führt. Ein weiterer Forstweg führt im Norden vom See weg.

## Nutzung

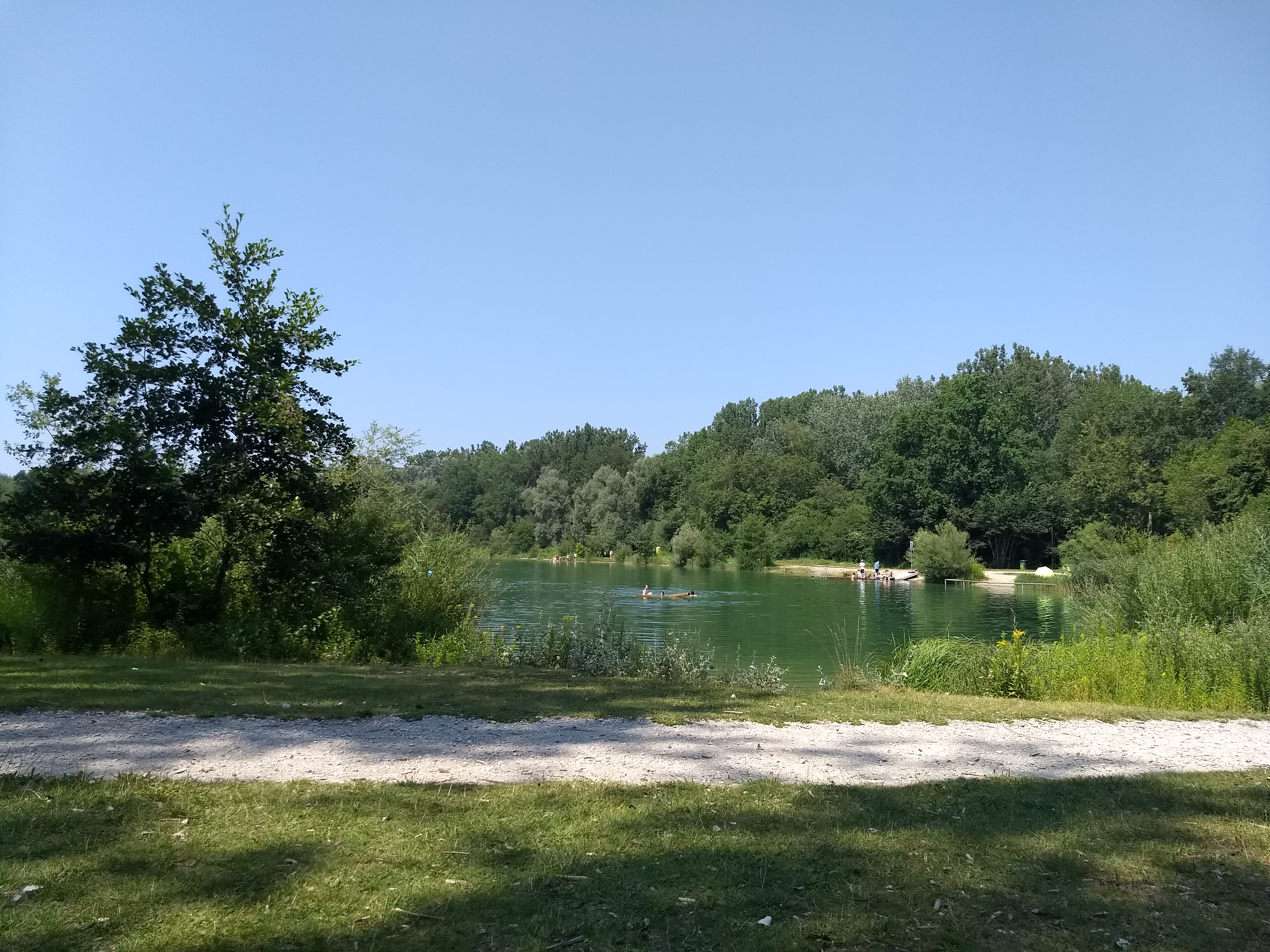
Blick auf das Nordufer des Sees mit Badegästen

Der See ist eines der Vereinsgewässer des Schafirrsee Fischerverein Gerolfing e.V., dessen Vereinsheim in der Nähe des Nordufers steht, und wird von diesem genutzt und instand gehalten. Daher befinden sich regelmäßig Angler am Ufer. Zwischen Westteil des Sees und Parkplatz ist eine kleine Wachstation der Wasserwacht Ingolstadt.
Außerdem ist der Schafirrsee ein beliebtes Badegewässer in Gerolfing und Umgebung, das explizit als Naherholungsgebiet erschlossen ist, jedoch gibt es keine großen zusammenhängenden Liegeflächen, sondern neben einer zentralen Stelle mit einem acht Meter langen Steg im Norden viele kleine Uferbereiche, die um den ganzen See verteilt liegen. Im nordöstlichen Teil des Sees schwimmen zwei verankerte Badekreuze. Am Nordostufer in der Nähe des Parkplatzes befinden sich eine Umkleide, eine hölzerne Sonnenliege und zwei Tischtennisplatten. Am Seeufer stehen zudem mehrere mobile Toiletten und Mülltonnen, die vom Schafirrsee Fischer Verein unterhalten werden. Am Nord- sowie am Nordwestufer gibt es zudem Fahrradständer. Wegen Waldbrandgefahr sind am gesamten Seeufer weder Lagerfeuer noch das Grillen erlaubt, wobei letzteres geduldet wird. Aufgrund von seltenen Tieren und Pflanzen sind die Insel sowie ein Teil des Südufers ausgewiesene Schutzgebiete.
Aufgrund seiner geringen Größe friert der See im Winter relativ schnell zu und wird deshalb von vielen Menschen zum Eisstockschießen oder Schlittschuhlaufen genutzt.